# STS-38
STS-38, voluit Space Transportation System-38, was een Spaceshuttlemissie van de NASA waarbij de spaceshuttle Atlantis gebruikt werd. De Atlantis werd gelanceerd op 15 november 1990. Deze vlucht moest een geclassificeerde satelliet van United States Department of Defense in de ruimte brengen.

## Bemanning
- Richard O. Covey (3), Missie Commandant
- Frank L. Culbertson, Jr. (1), Piloot
- Robert C. Springer (2), Missie Specialist
- Carl J. Meade (1), Missie Specialist
- Charles D. Gemar (1), Missie Specialist

tussen haakjes staat het aantal vluchten dat de astronaut gevlogen heeft tot en met STS-38

## Missieparameters
- Massa
- Vracht: Magnum ELINT satelliet ~ 3.000 kg
  - Booster: IUS upper stage ~ 18.000 kg
  - Vracht: 12.095 kg
- Perigeum: 78 km
- Apogeum: 226 km
- Glooiingshoek: 28,5°
- Omlooptijd: 87,5 min